# Katja Jerabek
Katja Jerabek, geborene Bernet (* 1971 in Konstanz), ist eine deutsche Stuntfrau und Stunt-Koordinatorin. Sie hat seit 2000 in zahlreichen nationalen und internationalen Filmen und Fernsehproduktionen mitgewirkt.

## Leben
Jerabek wurde 1971 in Konstanz geboren. Sie studierte Grafikdesign und hat einen Abschluss als Kommunikationsdesignerin. Schon während des Studiums beschäftigte sie sich vor allem mit bewegten Bildern. So kam sie 1995 in Berührung mit der Filmbranche und arbeitete nach Beendigung ihres Studiums als Regieassistentin bei einem Kinofilm. Jerabek war schon in jungen Jahren sportlich und trainierte viel, unter anderem liebte sie Kitesurfen und Fallschirmspringen. Deshalb ging sie auch beim Film mit den Stuntleuten zum Training und eignete sich so die ersten Stunts an. Sie lernte schnell, auch kompliziertere Stunts auszuführen. Da es damals nur wenige Stuntfrauen gab und Jerabek bereits Filmerfahrung hatte, war sie bald als Stuntfrau gefragt. Sie bezeichnet sich selbst als „Allrounder“, also als eine Person, die sehr unterschiedliche Stunts beherrscht. Dies sei eine Notwendigkeit, weil die Nachfrage in Deutschland relativ klein sei, um genügend Aufträge zu bekommen.
In den 2000er-Jahren wurde sie auch international tätig und wirkte in bedeutenden Produktionen mit. Sie war das Double bekannter Stars wie Anke Engelke, Alexandra Maria Lara, Karoline Herfurth, Nora Tschirner und auch von Männern wie Tom Schilling oder Dirk Bach.
Jerabek ist bekannt dafür, dass sie auch ungewöhnliche Aufträge annimmt: So doubelte sie einmal den „Problembären Bruno“, und einer ihrer ersten Stunts war, eine Erfrierende darzustellen, ohne zittern zu dürfen. Da Jerabek eine sportliche und zierliche Figur hat, wird sie oft als Double für Kinder gebucht. Sie übernahm aber ebenso kritische und gefährliche Aufträge, die nur eine relativ kleine Anzahl von Stuntleuten ausführen. Trotzdem verletzte sie sich erst ein einziges Mal, bei einer Live-Fernsehshow. Sie legt großen Wert auf eine sorgfältige Vorbereitung und gute Technik, um das Risiko zu minimieren. Wichtiger als die körperlichen Fähigkeiten sei das „Mindset“, die Konzentration und Willenskraft, um einen gefährlichen Dreh zu bestehen.
Jerabek arbeitet mittlerweile vor allem als Stuntkoordinatorin. Diese hat die Aufgabe, den Stunt zu planen und den kreativsten, besten mit dem vorhandenen Budget realisierbaren Stunt zu erstellen. Stuntkoordinatoren betreuen ein Projekt von der Idee bis zur Umsetzung und Kostenabrechnung. Das Stuntdouble ist dann diejenige, die den Stunt ausführt. Jerabek übernimmt beide Rollen, arbeitet aber zunehmend mehr als Vermittlerin für Stuntleute, als Koordinatorin in der Organisation und hinter der Kamera.
Jerabek ist Geschäftsführerin des Unternehmens Face Off in Seeshaupt, das Stunts vermittelt, sie koordiniert, ausführt und die nötige Technik dafür liefert. Sie betreibt außerdem die Skywalker Systems GmbH, mit deren 3D-Windensystemen sie Kameras, Gegenstände und Menschen fliegen lassen kann.
Jerabek ist Mutter von drei Kindern.

## Filmografie (Auswahl)
- 2001: 666 – Traue keinem, mit dem du schläfst!, Stuntfrau für Patricia Lueger
- 2001: Resident Evil, Stuntfrau für Michelle Rodríguez
- 2002: Tödlicher Umweg, Stuntfrau für Eva Hassmann
- 2002: Lautlos, Stuntfrau für Nadja Uhl
- 2003: Bibi Blocksberg und das Geheimnis der blauen Eulen, Stuntfrau für Sidonie von Krosigk
- 2003: Creep, Stuntfrau für Franka Potente
- 2003: Erbsen auf halb 6, Stuntfrau für Fritzi Haberlandt
- 2003: Cowgirl, Stuntfrau für Alexandra Maria Lara
- 2004: Der Schatz der weißen Falken, Stunt-Koordinatorin
- 2004: Snow White, Stuntfrau für Julie Fournier
- 2005: Margarete Steiff, Stuntfrau für Lisa Mandel
- 2005: FC Venus – Angriff ist die beste Verteidigung, Stuntfrau für Nora Tschirner
- 2005: Tatort: Schneetreiben
- 2006: Der Wildschütz – im Tal des Schweigens, Stuntfrau für Christine Neubauer
- 2006: Bei Einbruch der Dunkelheit, Stuntfrau für Bahar Keshavarz
- 2008: Vorstadtkrokodile, Stuntfrau für Nick Romeo Reimann
- 2008: Der Bär ist los!, Stuntfrau für Nadeshda Brennicke
- 2008: Ob ihr wollt oder nicht, Stuntfrau für Katharina Marie Schubert
- 2008: Lippels Traum, Stuntfrau für Anke Engelke
- 2008: Mein Kampf, Stuntfrau für Tom Schilling
- 2009: Die Mutprobe, Stuntfrau für Stefanie Dvorak
- 2009: Papa allein zu Haus, Stuntfrau für Janina Stopper
- 2009: Ken Follets Eisfieber, Stuntfrau für Isabella Ferrari
- 2009: Rock It!, Stunt-Koordinatorin
- 2009: Der Atem des Himmels, Stunt-Koordinatorin
- 2010: Visus – Expedition Arche Noah, Stuntfrau für Julia Molkhou
- 2011: Powder Girl[1], Stuntfrau für Felicity Jones
- 2012: Tarzan 3D, Stuntfrau für Spencer Locke
- 2012: Lauf Junge lauf, Stunt-Koordinatorin
- 2014: Big Game – Die Jagd beginnt
- 2014: Ostwind 2, Stunt-Koordinatorin
- 2014: Schellen-Ursli, Stunt-Koordinatorin
- 2015: Colonia Dignidad – Es gibt kein Zurück, Stuntfrau für Emma Watson
- 2016: Jugend ohne Gott, Stunt-Koordinatorin
- 2016: Willkommen bei den Hartmanns, Stunt-Koordinatorin
- 2017: Euphoria
- 2017: Trautmann, Stunt-Koordinatorin
- 2017: Unheimlich perfekte Freunde, Stunt-Koordinatorin
- 2018: Zwingli – der Reformator, Stunt-Koordinatorin
- 2018: Mit der Tür ins Haus
- 2019: Nightlife, Stunt-Koordinatorin
- 2019: Tatort: Unklare Lage, Stunt-Koordinatorin
- 2019: Das letzte Wort, Stunt-Koordinatorin
- 2020: Nightlife
- 2020: Oskars Kleid, Stunt-Koordinatorin
- 2022: Das Signal, Stuntfrau für Peri Baumeister
- 2023: Luden: Könige der Reeperbahn
- 2023: Kohlrabenschwarz
- 2024: Alter weißer Mann, Stunt-Koordinatorin
- 2024: Momo, Stunt-Koordinatorin
- 2024: Bibi Blocksberg, Stunt-Koordinatorin
- 2024: Black Roll – Recovery Base Dream On, Stunt-Koordinatorin
- 2025: Lantern, Stunt-Koordinatorin
- 2025: Watzmann ermittelt (Fernsehserie, Folge Moderne Zeiten)

## Auszeichnungen
- 2023: nominiert von der Deutschen Akademie für Fernsehen in der Kategorie Bester Stunt für den Film Luden: Könige der Reeperbahn